# Paul Fromm (Offizier)
Paul Fromm (* 24. Oktober 1864 in Gielow; † 30. August 1940 in Hamburg) war ein deutscher Kolonialoffizier, zuletzt eingesetzt als Chef der Sicherheitspolizei in Hamburg nach dem Ersten Weltkrieg.

## Leben

### Herkunft
Fromm wurde 1864 in Mecklenburg als Sohn des Pastors Theodor Fromm (1829–1871) und der Musikerin Clara Fromm, geb. Tornow (1838–1909), geboren. Seine Schwester war Marie Fromm-Kirby (1863–1945), ebenfalls Musikerin und Schülerin von Clara Schumann.

### Werdegang
Fromm wuchs in Teterow auf und trat 1882 in die Kaiserliche Marine ein. 1883 war er Seekadett. Am 18. Juli 1885 wurde er zum Unterleutnant zur See ernannt und nahm 1888/89 an der Blockade der Küste Ostafrikas als Reaktion auf den Aufstand der ostafrikanischen Küstenbevölkerung teil. Zum Leutnant zur See wurde er am 19. Februar 1889 befördert. In der Folge war er 1891/92 Seemännischer Beirat beim Gouverneur von Deutsch-Ostafrika. Ab dem 9. Mai 1892 war Fromm dann Teilnehmer einer Expedition zur Untersuchung des Rufiji als Schiffahrtstraße. Im Mai 1893 reiste er nach Deutschland zurück. Im Juli 1893 erhielt er den Kronenorden 4. Klasse. Ab dem 18. Oktober 1893 war Fromm in die Schutztruppe für Deutsch-Ostafrika übergetreten und war als Oberleutnant zur 6. Kompanie in Kilwa kommandiert. Ab November 1893 nahm Fromm mit Friedrich von Schele an einer Expedition über Rufiji und Ulanga durch das Mafitigebiet bis Langenburg teil, musste aber mit zwei erkrankten Unteroffizieren über Karango und den Shire
nach Kilwa zurückkehren. Am 11. Juni 1894 war Fromm an einem Gefecht der 5. und 6. Kompanie bei Mawudje gegen den aufständischen Sklaven- und Elfenbeinhändler Hassan bin Omar beteiligt. Im August 1894 war er Teil eines Vorauskommandos gegen die Wahehe und danach erneut mit Schele Teilnehmer eines Kriegszuges gegen den aufständischen Volksstamm. Am 30. Oktober 1894 erlebte er mit der 6. Kompanie die Schlacht bei Kuirenga. Vom 1. bis zum 23. Dezember erfolgte der Rückmarsch nach Kilosa. Ab März 1895 war Fromm Kompaniechef der 8. Kompanie in Kilwa und erhielt den Roten Adlerorden mit Schwertern. Im August 1895 lag Fromm krank im Hospital Lindi. Am 12. September 1895 erfolgte für Fromm die Beförderung zum Hauptmann, zugleich wurde er Bezirkschef. Im Oktober und November 1895 nahm er erneut an einer Expedition gegen Hassan bin Omar teil, dabei gelang ihm am 13. November 1895 dessen Gefangennahme. Im Februar 1896 war er erneut bei der 8. Kompanie in Lindi, im Oktober nahm er Heimaturlaub.
Fromm schied am 1. April 1897 aus dem aktiven Dienst in Deutsch-Ostafrika aus und trat zur Schutztruppe für Deutsch-Südwestafrika über. 1904/05 nahm er als Freiwilliger an der Niederschlagung des Aufstands der Herero und Nama teil. Am 22. Mai 1908 hielt sich Fromm erneut in Deutsch-Ostafrika auf, diesmal als Amtmann für Langenburg. Außerdem war er wissenschaftlich tätig. Ein weiterer Aufenthalt in der Kolonie erfolgte vom Mai 1912 bis April 1913.
Seine Dienststellungen während des Ersten Weltkriegs sind nicht näher bekannt, vermutlich war er im Reserve-Regiment des Infanterie-Regiments „von Manstein“ (Schleswigsches) Nr. 84 eingesetzt und wurde in dieser Zeit auch zum Major befördert. Als das Regiment im Januar 1919 aufgelöst wurde, befand sich Fromm in Hamburg. Dort wurde er nach einer Sitzung mit dem Kommandanten von Groß-Hamburg Walther Lamp’l am 12. März 1919 mit der Übernahme des Kommandos über die Freiwillige Wachabteilung Bahrenfeld (später Freikorps Bahrenfeld) beauftragt. Durch das Anwerben von ehemaligen Soldaten sowie einer Reserve von Schülern und Studenten und der Bereitstellung finanzieller Mittel aus einem geheimen Kreis von Mitgliedern der Hamburger Kaufmannschaft, „Wolke“ genannt, konnte Fromm bereits am 22. März eine zumindest teilweise einsetzbare Truppe präsentieren.
Zur Zeit des Kapp-Putsches vom 13. bis zum 17. März 1920 war Fromm Chef der Sicherheitspolizei in Hamburg. Spätestens ab April 1920 war er dann Chef der Sicherheitswehren Hamburg. Ihm unterstanden damit die sog. „Schutzmannschaften“ von Hamburg, Altona und Wandsbek, die Sicherheits- und Hafenpolizei sowie die Einwohnerwehr. Fromm war damit zum mächtigsten Polizeikommandeur Groß-Hamburgs aufgestiegen. In dieser Funktion war Fromm auch in die sog. „Sülzeunruhen“ im Juni 1920 in Hamburg involviert.
Seine weiteren Dienststellungen in der Weimarer Zeit sind nicht bekannt. Er starb am 30. August 1940 in Hamburg.

### Dedikationen
Während seiner Zeit in Afrika führte er zahlreiche Expeditionen durch, wovon er einheimische Vogelarten mitbrachte. Der Wissenschaftler Konrad Kothe benannte folgende Vogelarten 1911 nach ihm:
- Pyrenestes ostrinus frommi (Kitungulu, 19. Mai 1909)
- Sernius sulphuratus frommi (Namanjera, 9. Juli 1909)
- Estrilda rhodopyga frommi (Karema, 6. August 1909)
- Numida meleagris frommi

## Schriften
- Land und Leute in Ufipa. In: Mitt. a. d. d. Schutzgeb. 1912.